# Majkop
Majkop (russisk: Майкоп, tr. Majkop; adygeisk: Мыекъуапэ, tr. Myjekuape) er en by i Republikken Adygeja, Sydlige føderale distrikt i Den Russiske Føderation. Byen er hovedstad i republikken. Majkop har 139.084 (2021) indbyggere.

## Etymologi
Navnet Majkop, adygeisk: Myjekuape, stammer fra adygeisk, hvor det betyder "dalen med æbler".

## Historie
Byen blev grundlagt i 1857  som en russisk fæstning i adygeerenes område. Under kaukasuskrigene 1858–1863 var Majkop en vigtig strategisk forpost. Majkop fik bystatus 1870.
I 1897 udgravedes Majkopkulturen fra bronzealderen, med rige vogngrave der tydede på handelsforbindelser med Mesopotamien og Iran.
1911 blev der fundet olie i nærheden af byen, som snart blev et af centrene for kaukasisk råolieproduktion. I 1936 blev Majkop administrativt center i den adygeiske autonome oblast.
Under anden verdenskrig var Majkop besat af Nazityskland fra den 9. august 1942 til 29. januar 1943. Under besættelsen forsøgte tyske specialtropper at udvinde olie fra de ødelagte sovjetiske oliebrønde i Majkop, men produktionskapaciteten blev kun en brøkdel. Tyskerne havde som mål at indtage oliebrøndende i Grosnyj og Baku. Imidlertid kørte invasionen fast i Vladikavkaz i slutningen af 1942, og i slutningen januar 1943 befriede Den Røde Hær byen.
Fra 1936 til 1991 var Maikop hovedstaden i den adjong-autonome region i RSFSR, siden 1991 Republikken Adygea i Den Russiske Føderation.

## Geografi
Byen ligger ved overgangen fra det bakkede Kaukasus forland til Kubanlavlandet ved floden Belaja. Den nærmeste by er Beloretjensk 24 km nordvest for Majkop i den nærliggende Krasnodar kraj.

### Klima
| J F M A M J J A S O N D 62 4 −3 39 5 −2 50 9 1 61 17 6 78 21 11 94 25 15 72 28 17 68 28 17 66 23 12 70 17 7 77 11 4 93 6 0 Gennemsnitlige max. og min. temperaturer i °C Nedbørsmængde i mm Kilde: Majkopk, climate-data.org |         |        |         |          |          |          |          |          |         |         |        |
| J | F       | M      | A       | M        | J        | J        | A        | S        | O       | N       | D      |
| 62 4 −3 | 39 5 −2 | 50 9 1 | 61 17 6 | 78 21 11 | 94 25 15 | 72 28 17 | 68 28 17 | 66 23 12 | 70 17 7 | 77 11 4 | 93 6 0 |
| Gennemsnitlige max. og min. temperaturer i °C |         |        |         |          |          |          |          |          |         |         |        |
| Nedbørsmængde i mm |         |        |         |          |          |          |          |          |         |         |        |
| Kilde: Majkopk, climate-data.org |         |        |         |          |          |          |          |          |         |         |        |

| J                                             | F       | M      | A       | M        | J        | J        | A        | S        | O       | N       | D      |
| 62 4 −3                                       | 39 5 −2 | 50 9 1 | 61 17 6 | 78 21 11 | 94 25 15 | 72 28 17 | 68 28 17 | 66 23 12 | 70 17 7 | 77 11 4 | 93 6 0 |
| Gennemsnitlige max. og min. temperaturer i °C |         |        |         |          |          |          |          |          |         |         |        |
| Nedbørsmængde i mm                            |         |        |         |          |          |          |          |          |         |         |        |
| Kilde: Majkopk, climate-data.org              |         |        |         |          |          |          |          |          |         |         |        |

Majkop har et varmt fugtigt subtropisk klima (Köppens klimaklassifikation Cfa). Den koldeste måned er januar med en gennemsnitstemperatur på 0,7 °C. Den varmeste måned er juli med en gennemsnitstemperatur på 22,4 °C. Den gennemsnitlige temperatur på års basis er 11,5 °C. Den gennemsnitlige årlige nedbør er 806 mm.

## Befolkning
Af de ca. 144.000 indbyggere i 2010 var ca. 64 % russere, 20,3 % adygeere, 5 % armeniere og 2,5 % ukrainere. De resterende 8,2 % er sammensat af andre minoriteter, herunder abkhasere eller tatarer.

### Befolkningsudvikling
| År   | Indbyggere |
| ---- | ---------- |
| 1897 | 34.327     |
| 1939 | 55.871     |
| 1959 | 82.135     |
| 1970 | 110.212    |
| 1979 | 127.828    |
| 1989 | 148.608    |
| 2002 | 156.931    |
| 2010 | 144.249    |

Note: Data fra folketællinger

## Økonomi
Efter olieudforskning i og omkring byen har Majkop udviklet sig til et af de store olieproduktionssteder i Sovjetunionen og Rusland.
De vigtigste økonomiske sektorer er der ud over fødevareforarbejdning og træindustri.

## Kultur

### Uddannelse
Majkop er sæde for et universitet, et teknisk universitet og andre uddannelsesinstitutioner, herunder en filial af det Sydrussiske statslige tekniske universitet.

### Sport
I fodbold er byen repræsenteret af klubben Druzjba Majkop.

### Religion
Majkop har en stor moske og mange ortodokse kirker.

## Nævneværdige bysbørn
- Konstantin Vasile (1942–1976) maler
- Vladimir Nevzorov (f. 1952) judobryder, OL-vinder
- Jana Uskova (f. 1985) håndboldspiller
- Viktorija Kalinina (f. 1988) håndboldspiller OL-vinder 2016
- Ajdamir Mugu (f. 1990) sanger
- Aleksandr Jevtusjenko (f. 1993) cykelrytter
- Nikita Kutjerov (f. 1993) ishockeyspiller
- Jekaterina Levsja (f. 1993) håndboldspiller